# Ana María Camelo Gragera
Ana María Camelo Gragera (Cadis, 8 de març de 1952) és una política espanyola de Cadis Si Se Puede, una coalició de Podem.
Va iniciar la seva carrera política després del govern de José María González Santos, on va exercir com a Delegada de Dona, Gent Gran i Infància de l'Ajuntament de Cadis(2015–2023). També va ser secretària de Podem a la ciutat, vicepresidenta primera del Consell Municipal per a la Inclusió Social, vicepresidenta primera del Consell Municipal i de la Fundació de la Dona.
Finalment, va ser tinent d'alcalde i candidata a l'alcaldia de Cadis. Va ser criticada pel govern local pel seu presumpte distanciament de certs grups feministes, acusacions que ella va negar.